# 马克昂巴勒尔
马克昂巴勒尔（法語：Marcq-en-Barœul，發音：[maʁk ɑ̃ baʁœl]），法国北部城市，上法兰西大区诺尔省的一个市镇，隶属于里尔区和里尔欧洲都会区，其市镇面积为14.04平方公里，2022年1月1日时人口数量为39,943人，在法国市镇中排名第199位。
马克昂巴勒尔位于诺尔省中部，省会里尔市区北侧，是里尔的一个卫星城。

## 地名来源
根据当地官方网站的论述，“Marcq”一名可能与水塘或边界有关。在19世纪初，“Marcq”的官方拼写曾为“Marq”。
马克昂巴勒尔所处区域历史上曾通行弗拉芒语，“Marcq-en-Barœul”对应的弗拉芒语拼写尚有待考证。
此外，因翻译标准不同，“Marcq-en-Barœul”在部分汉语资料中被转写为“Marcq-en-Baroeul”并被译为马康巴勒尔。

## 历史
马克昂巴勒尔的早期历史尚不清楚。根据当地官方网站的论述，马克昂巴勒尔的聚落形成已有两千年的历史。中世纪时，马克昂巴勒尔长期为佛兰德地区的一处普通农业聚落。马克昂巴勒尔镇中心的圣樊尚教堂于1516年建成。法国大革命后，马克昂巴勒尔成为诺尔省的一个市镇。19世纪时，马克昂巴勒尔境内的一条溪流被扩建为鲁贝运河。工业革命时期，马克昂巴勒尔境内出现了多个工业部门。自19世纪末以来，得益于工业发展以及里尔的城市扩张，马克昂巴勒尔人口数量逐年增加，当地新建了多处居民区。1931年，塞尔日·夏尔跑马场在马克昂巴勒尔境内建成，戴高乐曾于1947年在此地发表演讲。1964年，马克昂巴勒尔被设为马克昂巴勒尔县的县治，后该县在2014年的县域改革调整中被撤销。

## 地理

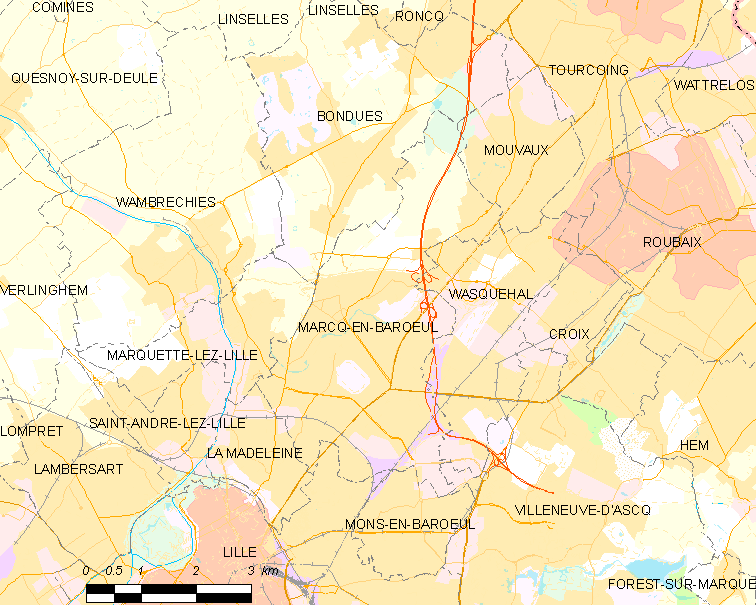
马克昂巴勒尔市镇范围地图

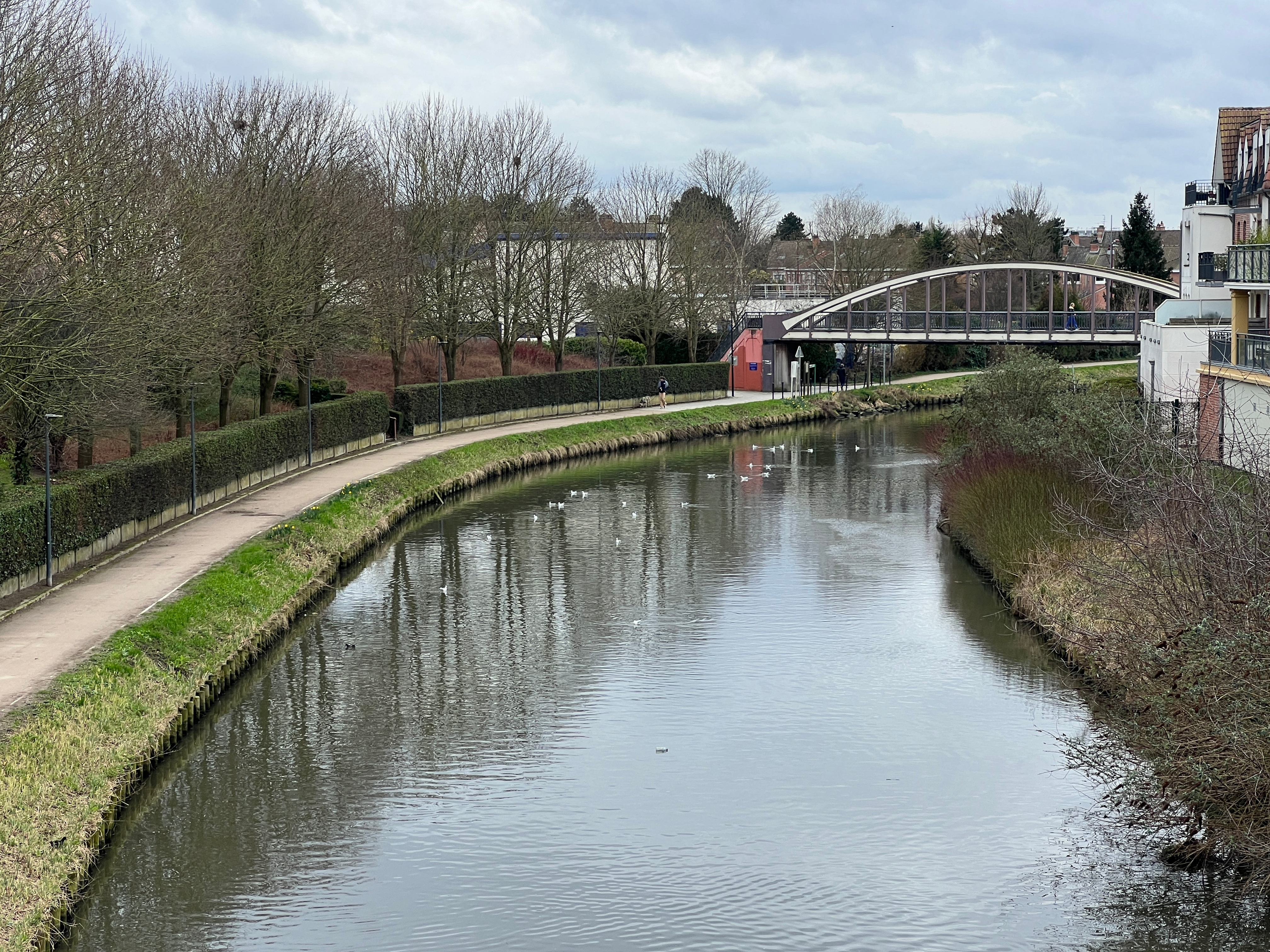
鲁贝运河马克昂巴勒尔段

马克昂巴勒尔位于法国北部，上法兰西大区北部和诺尔省中部，距离省会里尔大约6公里。与马克昂巴勒尔接壤的市镇包括：邦迪、拉马德莱娜、里尔、蒙斯昂巴勒尔、穆沃、马凯特莱里尔、瓦斯卡勒和阿斯克新城。

### 地形
马克昂巴勒尔位于北部-加来海峡平原，梅朗图瓦地区腹地，境内以平原为主，市镇中心地势较为平坦，整体地势自北向南略有抬升，全境海拔在16到51米之间。

### 水文
人工开凿的鲁贝运河横穿马克昂巴勒尔镇中心并与德勒河连通，此外还有马克溪（Berque de Marcq）发源于马克昂巴勒尔境内并向北流出市境。

### 植被
马克昂巴勒尔属于温带阔叶混交林区，该区域历史上曾为巴勒尔森林，现代林地则多分布于河流附近，并散落分布于多个街区，贝里奥公园（Parc Bériot）是当地的一处城市绿地。
在鲜花城市的评比中，马克昂巴勒尔暂未被评级。

### 气候
马克昂巴勒尔在柯本气候分类法中属于温带海洋性气候（Cfb）。

## 行政区划
马克昂巴勒尔的市镇编号为59378，邮政编号为59700。
在行政管理方面，马克昂巴勒尔隶属于法国上法兰西大区诺尔省里尔区；在地方选举方面，马克昂巴勒尔隶属于里尔第二县，其市镇范围全境被划入诺尔省第九选区；在社会管理方面，马克昂巴勒尔是里尔欧洲都会区的组成部分。
马克昂巴勒尔市镇被划为六个街区，并实行街区自治制度。截至2024年11月，马克昂巴勒尔市镇范围内的拉布里凯特里（La Briquetterie）街区为城市政策优先街区。
法国国家统计与经济研究所（简称“INSEE”）在进行数据统计时，将马克昂巴勒尔及相邻的另外59个市镇设为里尔城市核心区，并将包括核心区在内的周边共125个市镇划为里尔城市区。自2020年起，里尔城市区被包含201个市镇的里尔城市辐射区代替。 此外，INSEE还将马克昂巴勒尔市镇分为了17个“块区”（IRIS），以便于统计人口分布情况。

## 交通

### 公路
A22高速公路、法国国道N356线和里尔都会区道路M48线、M51线、M617线、M652线和M670线在马克昂巴勒尔境内交汇。马克昂巴勒尔境内的大部分街道已完成城市化改造，配有照明、排水、人行道等设施。
2021年，78.6%的马克昂巴勒尔家庭拥有至少一辆私人汽车。2022年，马克昂巴勒尔境内共发生各类交通事故33起，造成1人遇难，45人受伤，其中5人重伤。
| 12 | 2 |

| 里尔 | 7 |

| 图尔宽 | 8.5 |

| 瓦斯卡勒 | 3 |

### 铁路

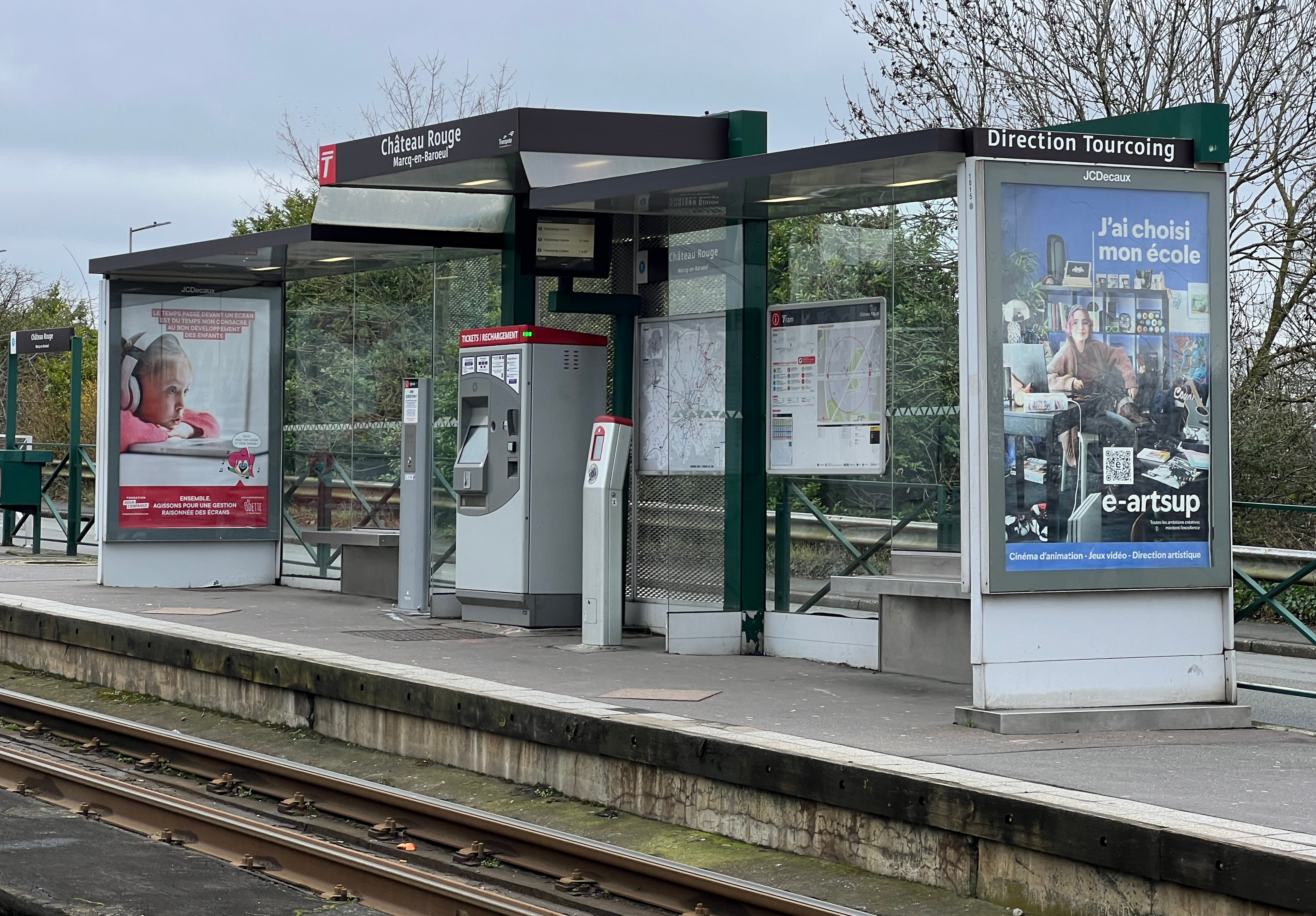
马克昂巴勒尔境内的“Château Rouge”有轨电车站

距离马克昂巴勒尔最近的运营中的客运铁路车站为1公里外的拉马德莱娜站，该站停靠往返于里尔和阿兹布鲁克一线的区域列车。

### 航空
马克昂巴勒尔距离里尔机场的公路里程大约14公里。

### 城市公共交通
马克昂巴勒尔是里尔都会公共交通（商业名称为“ilevia”）是当地的城市公共交通系统。截至2024年11月，该系统共包括2条地铁、两条有轨电车和70余条各类公交线路，其中有轨电车R线、T线和公交L5线、L91线、C03线、C10线、50路、86路、88路经过了马克昂巴勒尔市区。

## 政治

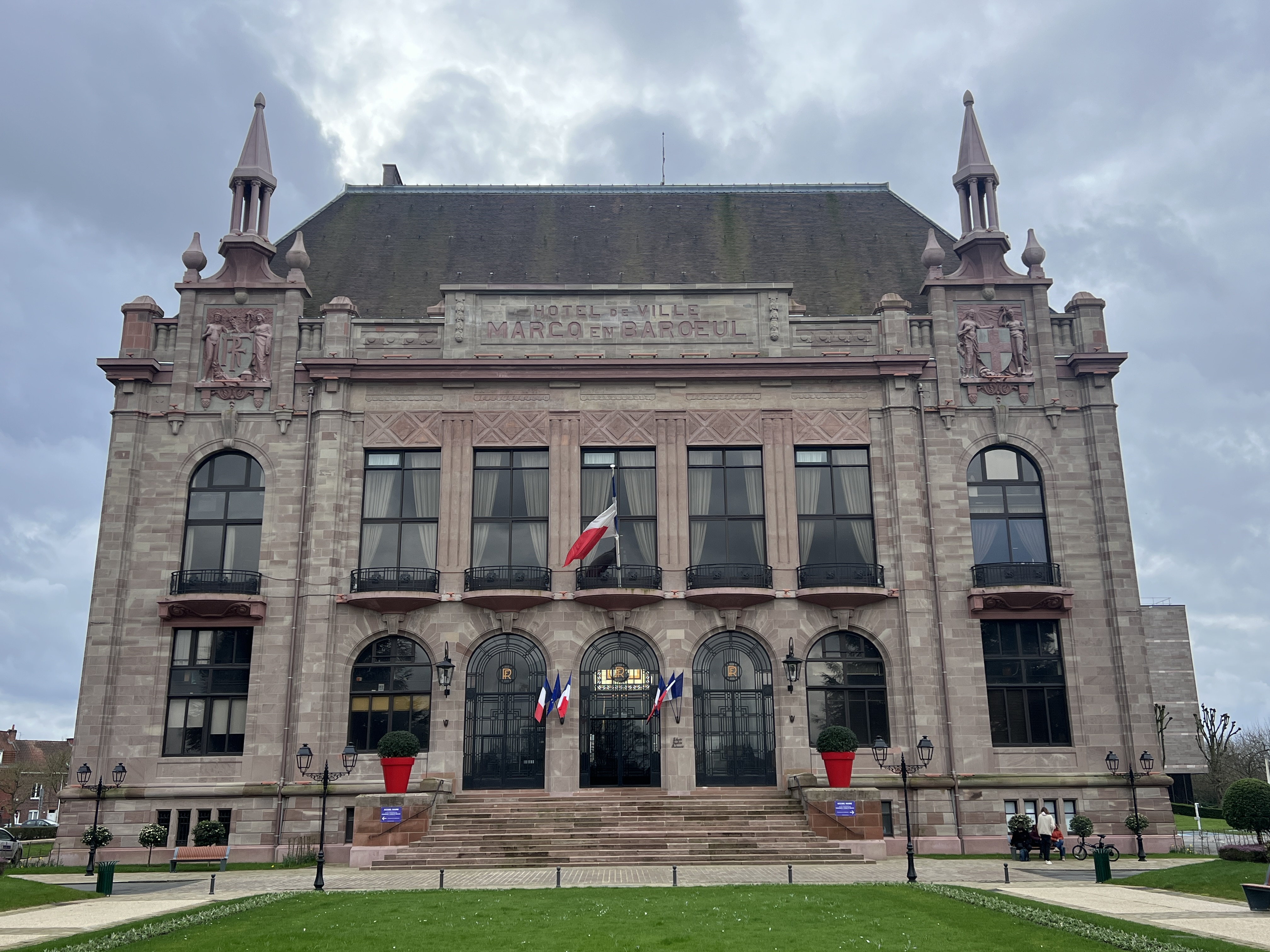
马克昂巴勒尔市政厅

马克昂巴勒尔的现任市长为贝尔纳·热拉尔先生，他是一名右翼无党派人士，在2020年的市政选举中获得了73.26%的支持率。
在2022年的法国总统大选的第二轮选举中，法国第25任总统埃马纽埃尔·马克龙在马克昂巴勒尔获得了76.62%的支持率。

## 人口
2021年，马克昂巴勒尔市镇人口数量为39,356，在法国排名第199位。其中男性18,594人，女性20,762人，75岁及以上人口占8.4%，外籍人口数量为2,113人，人口密度为2,803人/平方公里，当地居民被称为（男性）或（女性）。2022年，马克昂巴勒尔境内出生428人，死亡人口343人。
| 马克昂巴勒尔1901年－2021年人口变化情况 |
|                                        |
| 数据来源：Cassini、INSEE               |

## 经济

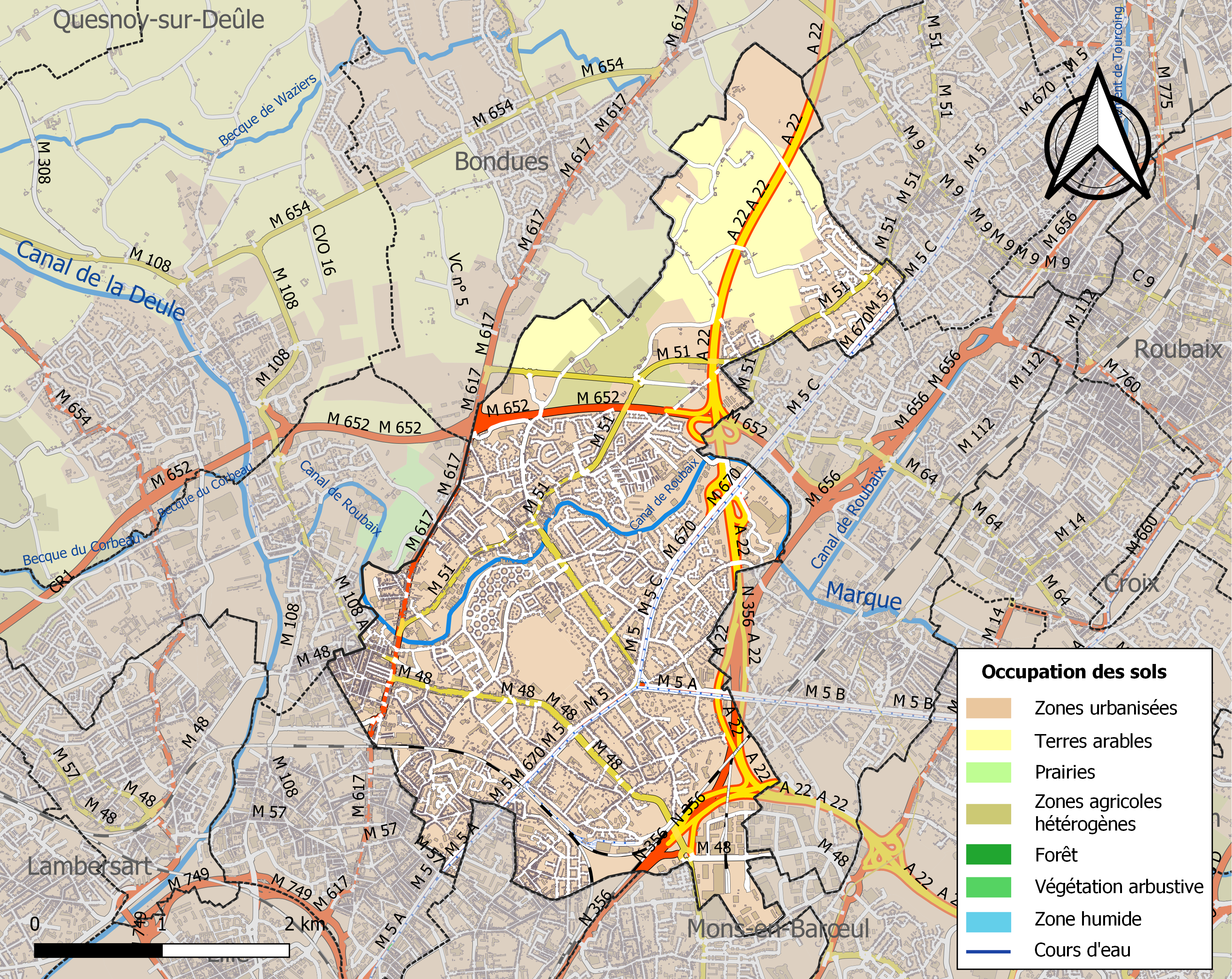
马克昂巴勒尔土地利用情况地图

马克昂巴勒尔里尔是一个近郊卫星城。截至2024年11月，马克昂巴勒尔市镇范围内共有各类用人单位（包含自雇）8,455家，平均历史为15年，其中97.96%为中小型企业（PME），2024年9月至11月间，当地的经济活力指数为0。（鞋销售）、（建筑工程）及（城市公共交通运输）是当地2022年已公布营业额最高的三个企业，分别为382,522,090欧元、347,988,608欧元和317,315,769欧元。

## 财政与居民收入
2022年，马克昂巴勒尔的财政收入总额为52,612,200欧元，财政支出总额为47,112,400欧元，当年的债务总额为9,300欧元。2022年，马克昂巴勒尔市镇通过增值税获得724,640欧元的收入，此外当地还共获得了2,017,380欧元的国家直接财政补助。
| 马克昂巴勒尔居民收入情况                         | 马克昂巴勒尔居民收入情况 | 马克昂巴勒尔居民收入情况 | 马克昂巴勒尔居民收入情况 |
| 内容                                             | 马克昂巴勒尔             | 法国                     | 统计年份                 |
| ------------------------------------------------ | ------------------------ | ------------------------ | ------------------------ |
| 征税家庭总数                                     | 17,239                   | 1,081（法国市镇平均）    | 2022年                   |
| 居民平均月收入                                   | 3,492欧元                | 2,435欧元                | 2022年                   |
| 高级职员人均月收入                               | 4,867欧元                | 4,331欧元                | 2021年                   |
| 中级职员人均月收入                               | 2,654欧元                | 2,470欧元                | 2021年                   |
| 普通职员人均月收入                               | 1,844欧元                | 1,801欧元                | 2021年                   |
| 贫困率                                           | 10%                      | 14.5%                    | 2020年                   |
| 青壮年（15至64岁）失业率                         | 9.3%                     | 7.4%                     | 2020年                   |
| 征税家庭数量占比                                 | 59.9%                    | 45.5%                    | 2020年                   |
| 家庭年均纳税                                     | 8,698欧元                | 4,393欧元                | 2022年                   |
| 资料来源：INSEE、L'Internaute、Le Journal du Net |                          |                          |                          |

## 社会事务

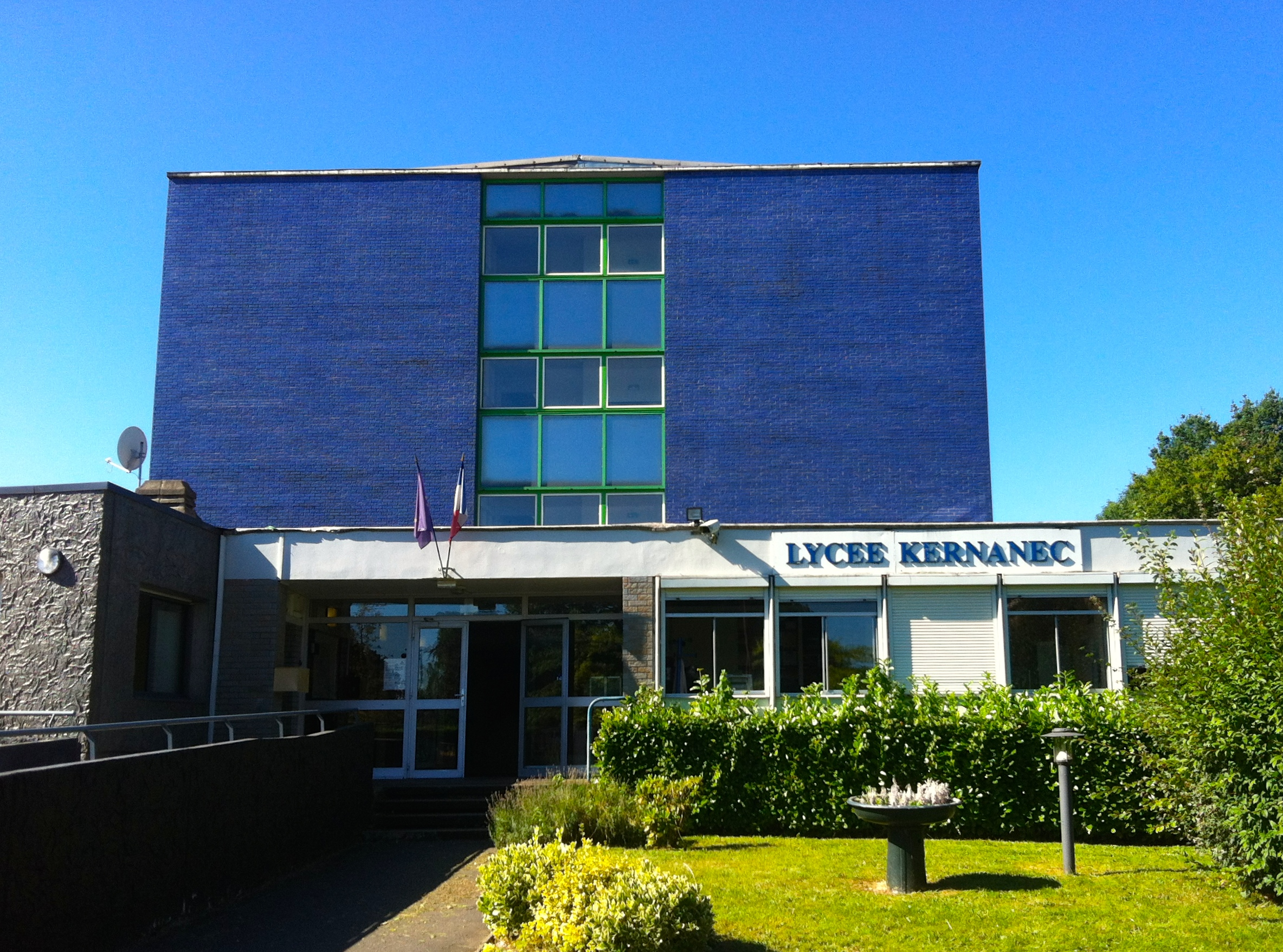
伊夫·凯尔纳内克高级中学

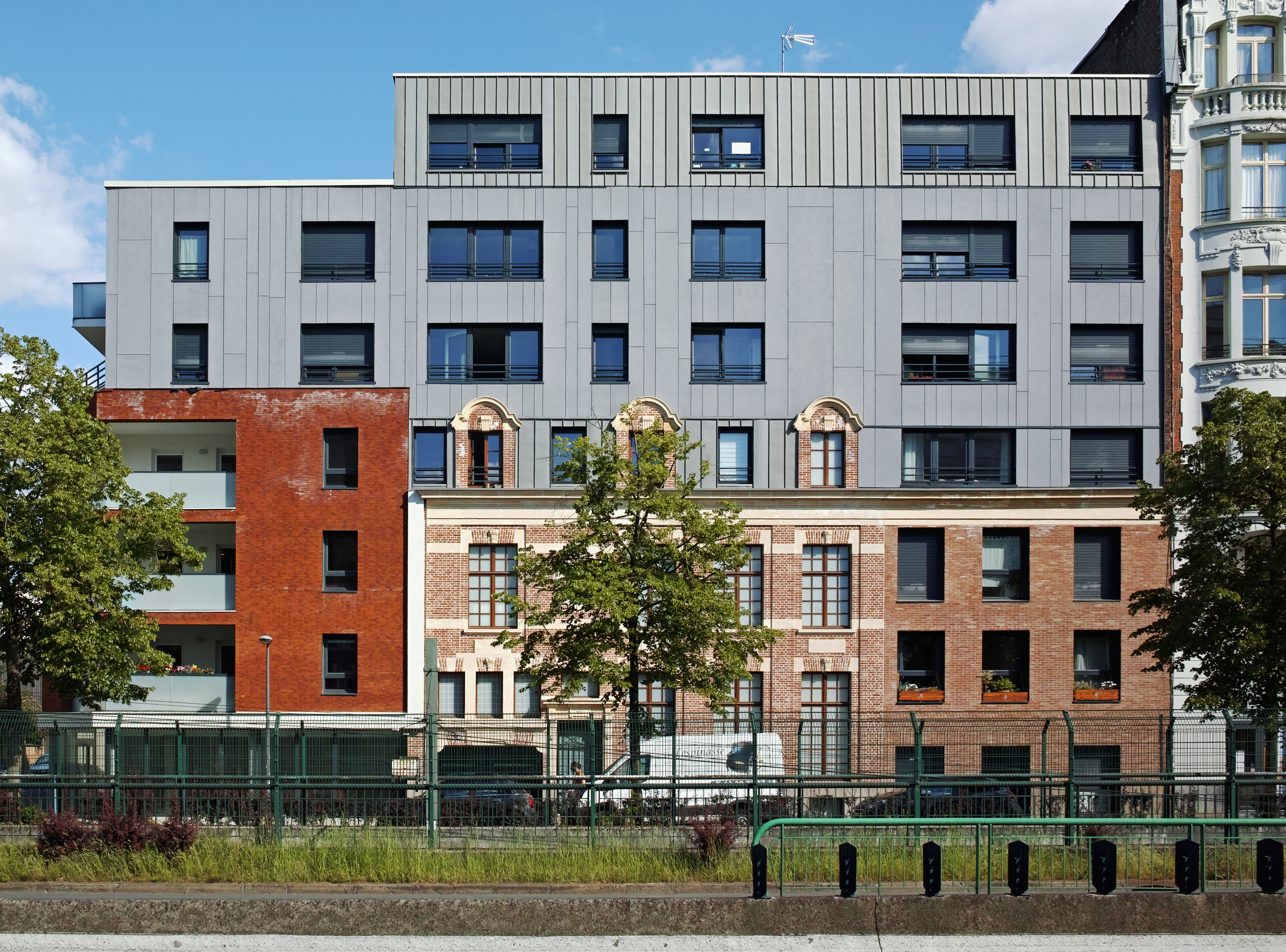
一处现代居民公寓

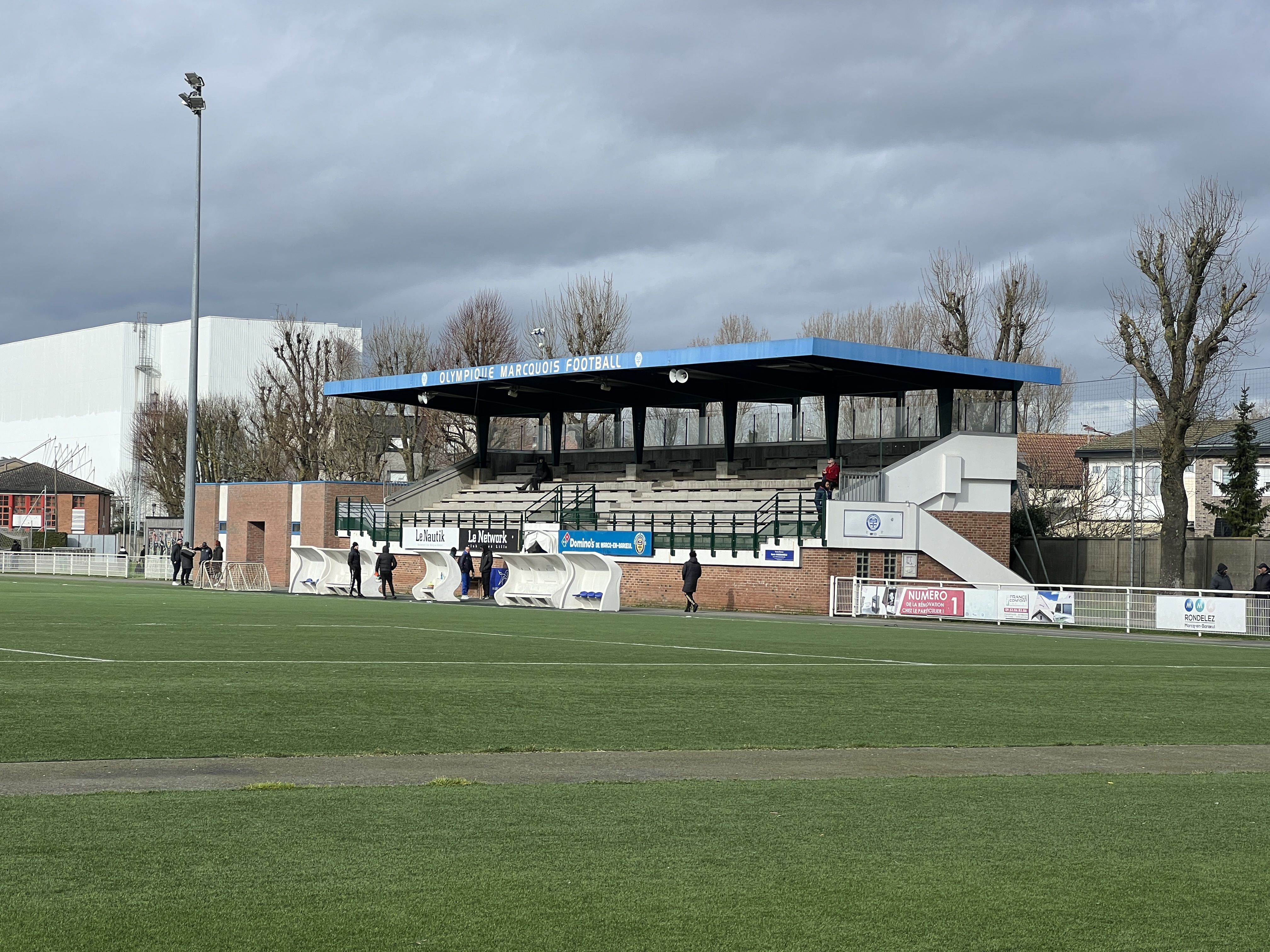
乔治·尼凯球场

### 教育
马克昂巴勒尔属于里尔学区。截至2023年1月1日，马克昂巴勒尔境内共有5所幼儿园、15所小学、5所初级中学、3所普通高中和1所职业高中。2022至2023学年度，马克昂巴勒尔境内共有在校中等教育阶段学生5,351名。

### 医疗
截至2023年1月1日，马克昂巴勒尔境内共有全科医生42名、保健师86名、牙医35名、护士73名、耳科医生1名、眼科医生2名、皮肤科医生6名、助产士7名、儿科医生1名和妇科医生1名。境内共有药房11家、养老院7家、残疾人帮扶中心5家。
距离马克昂巴勒尔最近的区域性医疗机构为里尔大学中心医院，后者亦是法国的一个大学教学医院，该系统共包括12个医院，总床位数达2,934个，是上法兰西大区规模最大的公立综合性医院，其主病区位于里尔市区西南部，距离马克昂巴勒尔市区的正常车程大约15分钟。

### 住房
2021年，马克昂巴勒尔境内共有各类住房19,282套，其中52.6%为独立式住宅，46.9%为集中式住宅。常住房屋占马克昂巴勒尔市镇范围内居民建筑总量的92.5%。
在住房保障政策方面，2023年，马克昂巴勒尔境内共有7,120户家庭获得了家庭津贴补助，受益人数占总人口数量的18.1%，其中2,415份为房租补助。

### 商业
2021年，马克昂巴勒尔境内共有各类实体商铺644家，其中餐厅107家、大型超市4家、杂货店7家、面包房22家、肉铺7家、书店2家、装饰品店3家、银行门店24家、美容美发店36家、汽车维修店19家。马克昂巴勒尔镇中心建有一家家乐福便民超市，市区西部建有Match和Picard超市，市区北部则有一家迪卡侬商场。

### 体育
2023年，马克昂巴勒尔境内共有1家游泳池、7间体育馆、4座综合体育场、2处网球场、2处马术场、4处足球或橄榄球场、6处篮球或排球场以及2处高尔夫球场。
截至2024年11月，马克昂巴勒尔境内共有六家注册足球俱乐部。马克奥林匹克俱乐部（Olympique Marcquois Football，编号500866）是当地的代表性足球队，成立于1921年，其主队2024至2025赛季参加上法兰西大区足球联赛甲组（法国第六级别），其主场为乔治·尼凯球场（Stade Georges Niquet）。

### 环境
马克昂巴勒尔的环境事务由其所属的里尔欧洲都会区联合各级政府协调负责。2021年，马克昂巴勒尔境内共有2家污染企业。

### 治安
2021年，马克昂巴勒尔市镇范围内共有1处派出所。
2023年，马克昂巴勒尔市镇范围内累计记录各类案件1,442起，其中盗窃类案件817起，人身侵犯类案件299起，毒品交易类案件25起。

## 文化

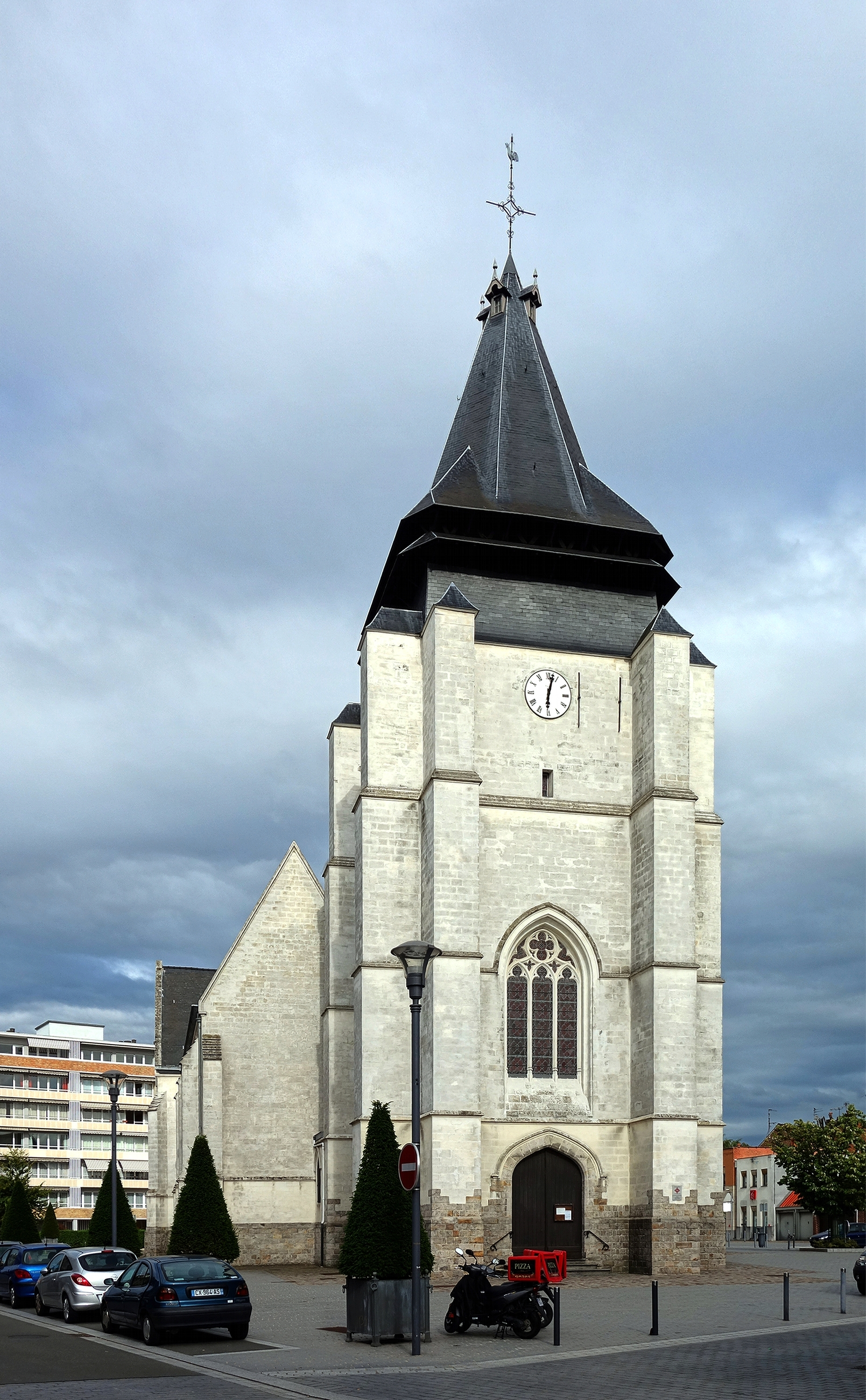
圣樊尚教堂

2023年，马克昂巴勒尔境内共有1家电影院和1家音乐厅。马克昂巴勒尔境内建有拉科尔德里多媒体中心（Médiathèque La Corderie），每周二至六向公众开放。

### 建筑
马克昂巴勒尔境内有多处历史建筑，其中圣樊尚教堂、马克昂巴勒尔教堂等为法国国家文物保护单位等，教堂则是当地的地标性建筑物。

### 旅游
马克昂巴勒尔的旅游事务由其所属的里尔欧洲都会区联合各级政府协调负责。2024年，马克昂巴勒尔境内共有4家酒店共计299间房间。

### 媒体
法国主要的媒体均可在马克昂巴勒尔接收，法国电视三台下属的上法兰西大区频道在部分时段播出马克昂巴勒尔所在诺尔省的地方新闻。《北部之声》、《自由周刊》、蓝色法兰西北部广播、BFM大里尔电视台等是当地主要的地方性媒体。

## 相关人物
法国作家让·凡尔登、足球运动员雷米·德尚和女子足球运动员朱莉·德伯韦出生于马克昂巴勒尔。

## 友好城市
截至2024年11月，马克昂巴勒尔共与四座城市建立了友好城市关系：
- 德国 格拉德贝克
- 英格兰 伊灵
- 義大利 波吉邦西
- 比利时 屈尔讷